# Buntmager
En buntmager er en håndværker der fremstiller pelskåber, jakker og andre genstande af dyrepels.